# 千福山汉墓群
千福山汉墓群，位于山西省大同市广灵县广灵县城东10公里处洗马庄村，是中华人民共和国山西省文物保护单位之一。
2004年6月10日，授予山西省文物保护单位，是一座古墓葬。